# 約翰·奧茲
約翰·威廉·奧茲（英語：John William Oates，1948年4月7日—）)是一名美國搖滾樂、靈魂樂與節奏藍調吉他手、歌手、詞曲作家和音樂製作人。最為人熟知的身分是與戴瑞·霍爾搭檔組成的霍爾與奧茲。
雖然奧茲在組合中擔任吉他手居多，但他與霍爾合寫了許多金曲，包括：〈Sara Smile〉（曲名取自霍爾的前女友莎菈·艾倫）、〈She's Gone〉和〈Out of Touch〉，以及與霍爾和艾倫合寫的：〈You Make My Dreams〉、〈I Can't Go for That (No Can Do)〉、〈Maneater〉和〈Adult Education〉。他也在許多百強單曲榜上有名的單曲中擔任主唱，包括：〈How Does It Feel to Be Back〉、〈You've Lost That Lovin' Feelin'〉（為由菲爾·斯佩克特、貝瑞·曼恩及辛西亞·韋伊所寫、並由正義兄弟首次錄製的歌曲之改版）和與霍爾共同擔任主唱的〈Possession Obsession〉。
1986年，奧茲為電影《About Last Night》的配樂中貢獻了歌曲〈(She's the) Shape of Things to Come〉。奧茨還合寫了歌曲〈Electric Blue〉，並由澳洲的冰屋樂團錄製，此曲也上了告示牌十大熱門歌曲榜。他還與加拿大的樂團跳傘俱樂部合作編寫、製作和演唱了1987年的歌曲〈Love is Fire〉，這也是加拿大30大熱門歌曲之一。
奧茲在2004年入選詞曲作者名人堂，並以霍爾與奧茲的成員身分在2014年引入搖滾名人堂。

## 外部連結
- 約翰·奧茲的官方網站 （页面存档备份，存于）
- 霍爾與奧茲的官方網站 （页面存档备份，存于）
- John Oates在Allmusic上的頁面